# Sundara longicephala
Sundara longicephala är en insektsart som först beskrevs av M. Firoz Ahmed 1970.  Sundara longicephala ingår i släktet Sundara och familjen dvärgstritar. Inga underarter finns listade i Catalogue of Life.